# Cerstin Petersmann
Cerstin Petersmann (ur. 27 listopada 1964 w Dortmundzie) – niemiecka wioślarka. Brązowa medalistka olimpijska z Barcelony.
Urodziła się w RFN i do zjednoczenia Niemiec startowała w barwach tego kraju. Zawody w 1992 były jej drugimi igrzyskami olimpijskimi, debiutowała w 1988. Medal zdobyła w ósemce. Na mistrzostwach świata zdobyła srebro w czwórce bez sternika w 1990 (jeszcze w barwach RFN) i oraz rok później. 
Wioślarzami oraz olimpijczykami byli jej ojciec Günter i siostra Katrin.